# Communauté de communes d’Évaux-les-Bains Chambon-sur-Voueize
Die Communauté de communes d’Évaux-les-Bains Chambon-sur-Voueize ist ein ehemaliger französischer Gemeindeverband mit der Rechtsform einer Communauté de communes im Département Creuse in der Region Nouvelle-Aquitaine. Sie wurde am 28. Dezember 2001 gegründet und umfasste 13 Gemeinden. Der Verwaltungssitz befand sich im Ort Évaux-les-Bains.

## Historische Entwicklung
Mit Wirkung vom 1. Januar 2017 fusionierte der Gemeindeverband mit 
- Communauté de communes du Carrefour des Quatre Provinces sowie
- Communauté de communes du Pays de Boussac

und bildete so die Nachfolgeorganisation Communauté de communes Pays de Boussac, Carrefour des Quatre Provinces, Évaux-les-Bains/Chambon-sur-Voueize.

## Ehemalige Mitgliedsgemeinden
1. Auge
2. Budelière
3. Chambonchard
4. Chambon-sur-Voueize
5. Évaux-les-Bains
6. Lépaud
7. Lussat
8. Nouhant
9. Saint-Julien-la-Genête
10. Saint-Priest
11. Tardes
12. Verneiges
13. Viersat